# Sten Kaldma
Sten Kaldma (1968. augusztus 2. –) észt nemzetközi labdarúgó-játékvezető.

## Pályafutása

### Nemzeti játékvezetés
Ellenőreinek, sportvezetőinek javaslatára lett a Baltic League játékvezetője. Az aktív nemzeti játékvezetéstől 2010-ben vonult vissza.

#### Nemzeti kupamérkőzések
Vezetett Kupa-döntők száma: 1.

##### Szuperkupa
| Időpont          | Helyszín                   | Mérkőzés típusa | Mérkőzés            | Eredmény | Nézők száma |
| ---------------- | -------------------------- | --------------- | ------------------- | -------- | ----------- |
| 2010. március 6. | Sportland Stadion, Tallinn | döntő           | FC Flora–FC Levadia | 0 : 2    | 345         |

### Nemzetközi játékvezetés
Az Észt labdarúgó-szövetség Játékvezető Bizottsága (JB) terjesztette fel nemzetközi játékvezetőnek, a Nemzetközi Labdarúgó-szövetség (FIFA) 1998-tól tartotta nyilván bírói keretében. Több nemzetek közötti válogatott és klubmérkőzést vezetett. FIFA JB besorolás szerint harmadik kategóriás bíró. Az észt nemzetközi játékvezetők rangsorában, a világbajnokság-Európa-bajnokság sorrendjében többedmagával az 1. helyet foglalja el 7 találkozó szolgálatával. Az aktív nemzetközi játékvezetéstől 2009-ben  búcsúzott. Válogatott mérkőzéseinek száma: 15.

#### Világbajnokság
Három világbajnoki döntőhöz vezető úton Dél-Koreába és Japánba a XVII., a 2002-es labdarúgó-világbajnokságra, Németországba a XVIII., a 2006-os labdarúgó-világbajnokságra valamint Dél-Afrikába a XIX., a 2010-es labdarúgó-világbajnokságra a FIFA JB bíróként alkalmazta.

##### 2002-es labdarúgó-világbajnokság

###### Selejtező mérkőzés
| Időpont           | Helyszín                       | Mérkőzés típusa           | Mérkőzés           | Eredmény | Nézők száma |
| ----------------- | ------------------------------ | ------------------------- | ------------------ | -------- | ----------- |
| 2001. február 28. | Roi Baudouin Stadion, Brüsszel | előselejtező (6. csoport) | Belgium–San Marino | 10 : 1   | 40 104      |

##### 2006-os labdarúgó-világbajnokság

###### Selejtező mérkőzés
| Időpont            | Helyszín                 | Mérkőzés típusa           | Mérkőzés      | Eredmény | Nézők száma |
| ------------------ | ------------------------ | ------------------------- | ------------- | -------- | ----------- |
| 2004. november 17. | Neo GSP Stadion, Nicosia | előselejtező (4. csoport) | Ciprus–Izrael | 1 – 2    | 1650        |

##### 2010-es labdarúgó-világbajnokság

###### Selejtező mérkőzés
| Időpont              | Helyszín                    | Mérkőzés típusa           | Mérkőzés            | Eredmény | Nézők száma |
| -------------------- | --------------------------- | ------------------------- | ------------------- | -------- | ----------- |
| 2008. szeptember 10. | Központi Stadion, Podgorica | előselejtező (8. csoport) | Montenegró–Írország | 0 : 0    | 12 000      |
| 2009. október 14.    | Rheinpark Stadion, Vaduz    | előselejtező (4. csoport) | Wales–Liechtenstein | 0 : 2    | 1. 858      |

#### Európa-bajnokság
Norvégia rendezte a 2002-es U19-es labdarúgó-Európa-bajnokságot, ahol az UEFA JB hivatalnoki szolgálatra bízta meg.
| Időpont          | Helyszín                    | Mérkőzés típusa        | Mérkőzés            | Eredmény |
| ---------------- | --------------------------- | ---------------------- | ------------------- | -------- |
| 2002. július 22. | Marienlyst Stadion, Drammen | selejtező (B. csoport) | Belgium–Írország    | 1 : 2    |
| 2002. július 25. | Nadderud Stadion, Bærum     | selejtező (A. csoport) | Csehország–Norvégia | 1 : 0    |
| 2002. július 28. | Ullevaal Stadion, Oslo      | bronzmérkőzés          | Szlovákia–Írország  | 0 : 3    |

Az európai-labdarúgó torna döntőjéhez vezető úton Belgiumba és Hollandiába a XI., a 2000-es labdarúgó-Európa-bajnokságra valamint  Ausztriába és Svájcba a XIII., a 2008-as labdarúgó-Európa-bajnokságra
az UEFA JB játékvezetőként foglalkoztatta.

##### 2000-es labdarúgó-Európa-bajnokság

###### Selejtező mérkőzés
| Időpont             | Helyszín                 | Mérkőzés típusa           | Mérkőzés                   | Eredmény | Nézők száma |
| ------------------- | ------------------------ | ------------------------- | -------------------------- | -------- | ----------- |
| 1999. szeptember 4. | Rheinpark Stadion, Vaduz | előselejtező (7. csoport) | Liechtenstein–Magyarország | 0 : 0    | 1 700       |

##### 2008-as labdarúgó-Európa-bajnokság

###### Selejtező mérkőzés
| Időpont            | Helyszín                    | Mérkőzés típusa           | Mérkőzés             | Eredmény | Nézők száma |
| ------------------ | --------------------------- | ------------------------- | -------------------- | -------- | ----------- |
| 2007. június 2.    | Laugardalsvöllur, Reykjavík | előselejtező (F. csoport) | Izland–Liechtenstein | 1 : 1    | 5 000       |
| 2007. november 17. | Spyro Louis Stadion, Athén  | előselejtező (C. csoport) | Görögország–Málta    | 5 : 0    | 31 300      |

#### Balti Kupa
| Időpont           | Helyszín                 | Mérkőzés típusa  | Mérkőzés            | Eredmény | Nézők száma |
| ----------------- | ------------------------ | ---------------- | ------------------- | -------- | ----------- |
| 1998. április 21. | Daugava Stadion, Liepāja | csoporttalálkozó | Lettország–Litvánia | 1 : 2    | 2 500       |
| 2001. június 5.   | Skonto Stadion, Riga     | csoporttalálkozó | Lettország–Litvánia | 4 : 1    | 4 000       |
| 2008. június 1.   | Skonto Stadion, Riga     | csoporttalálkozó | Lettország–Litvánia | 2 : 1    | 3 330       |

#### Nemzetközi kupamérkőzések

##### UEFA-bajnokok ligája
| Időpont          | Helyszín                           | Mérkőzés típusa           | Mérkőzés                  | Eredmény |
| ---------------- | ---------------------------------- | ------------------------- | ------------------------- | -------- |
| 2007. július 31. | Oláh Gábor utcai stadion, Debrecen | második kör (1. mérkőzés) | Debreceni VSC–IF Elfsborg | 0 : 1    |

##### UEFA-kupa
| Időpont          | Helyszín               | Mérkőzés típusa                         | Mérkőzés                              | Eredmény | Nézők száma |
| ---------------- | ---------------------- | --------------------------------------- | ------------------------------------- | -------- | ----------- |
| 2002. október 3. | Rába ETO Stadion, Győr | előselejtező (1. forduló-, 2. mérkőzés) | Zalaegerszegi TE FC–GNK Dinamo Zagreb | 1 – 3    | 1500        |